# Can I Dance?
『Can I Dance?』（キャン・アイ・ダンス?）は、ZOOの5作目のオリジナル・アルバム。1993年11月19日にFOR LIFEから発売。

## 概要
初のベスト・アルバム『ZOO FOR SALE』を経て、『JUNGLE』から1年ぶりのオリジナル・アルバム。間奏曲などを含めた全13曲は、小野沢篤が大半の楽曲の編曲を担い、水島康貴・山本健司が初参加。楽曲制作の面では、『JUNGLE』の時と変わらぬ面子が顔を揃えている。先行シングル「Ding Dong Express」とC/W「LaLaは愛の言葉」のアルバム・バージョンを収録。SAEがボーカルを担当した曲が初収録された。

## チャート成績
オリコンチャートTOP20入り。

## 収録曲
1. OVERTURE（Instrumental）（2：27）[1]
  - 作曲・編曲:小野沢篤
2. Every Time（5：13）[1]
  - 作詞:佐藤ありす
  - 作曲:横山輝一
  - 編曲:小野沢篤
3. Ding Dong Express（Album Version）（5：02）[1]
  - 作詞:佐藤ありす
  - 作曲:羽田一郎
  - 編曲:水島康貴
  - 8thシングルのアルバム・バージョン
  - JR東日本「'94 JR ski skiｉ」コマーシャルソング
4. Seven Snow Flakes（5：00）[1]
  - 作詞・作曲:尾関昌也
  - 編曲:松本浩之介・尾関昌也
5. Alternate（0：05）[1]
6. INVISIBLE（3：44）[1]
  - 作詞:伊東真由美
  - 作曲:羽田一郎
  - 編曲:小野沢篤
  - ボーカル:SAE
7. THE MOMENT YOU WERE MINE（Instrumental）（0：26）
  - 作曲・編曲:小野沢篤
8. Gravity（5：28）[1]
  - 作詞:遠藤由美
  - 作曲:羽田一郎
  - 編曲:小野沢篤
9. Play Back（4：05）[1]
  - 作詞:CRAZY-A
  - 作曲:横山輝一
  - 編曲:小野沢篤・NAOYA
  - ボーカル:TACO・LUKE・MARK・NAOYA・HIRO・CAP
10. Interlude（0：20）[3]
  - 作曲・編曲:小野沢篤
11. Merry Walking（4：41）[1]
  - 作詞:佐藤ありす
  - 作曲:横山輝一
  - 編曲:山本健司
  - 明治製菓「パキット」コマーシャルソング
12. Real Love（5：17）[1]
  - 作詞:川田多摩喜
  - 作曲:尾関昌也
  - 編曲:山本健司
13. LaLaは愛の言葉（Album Version）（5：26）[1]
  - 作詞:佐藤ありす
  - 作曲:尾関昌也
  - 編曲:水島康貴
  - 8thシングルのアルバム・バージョン